# Кукурудзяна скрипка
Кукурудзяна скрипка — тип північноамериканського музичного інструменту. Виробляється зі стебла кукурудзи та струн. Струни часто роблять також із частин стебла кукурудзи, спеціально вимочених та оброблених.
На схожих інструментах грають у Сербії (місцева назва — gingara або dječje guslice) та Угорщині (місцева назва —  cirokhegedű або kucoricahegedű).